# 107E busz (Pécs)
A pécsi 107E jelzésű autóbusz a Malomvölgyi út és Deindol, illetve Nagydeindol között közlekedett az Egyetemváros érintésével. Csak munkanapokon csúcsidőszakban.
A nyári tanszünetben Deindol/Nagydeindol helyett csak Uránvárosig közlekedik. Az eljutás ilyenkor is biztosított a 22-es, 23-as és 23Y járatokkal.

## Története
2016. június 16-ától közlekedett 107-es jelzéssel gyorsjáratként a Malomvölgyi úttól a Főpályaudvarig. Csak munkanapokon reggel indult 2 járat a Főpályaudvar felé.
2016. szeptember 1-jétől 107E jelzéssel közlekedik és útvonalát meghosszabbították Deindolig, illetve Nagydeindolig.

## Útvonala
| Egyetemváros, Uránváros és Deindol felé | Malomvölgyi út felé                                                                       | Malomvölgyi út felé |
| --- | ----------------------------------------------------------------------------------------- | --- |
| Malomvölgyi út vá. – Malomvölgyi út – Nagy Imre út – Aidinger János út – Maléter Pál út – Siklósi út – Árpád híd – Alsómalom utca – Alsómalom utca – Rákóczi út – Hungária utca – Szigeti út – Páfrány utca – Uránváros vá. – Páfrány utca – Magyarürögi út – Fábián Béla utca – Deindol vá. | Nagydeindol vá. – Nagydeindoli utca – Fábián Béla utca – Magyarürögi út – Fülemüle utca – | Magyarürögi út – Páfrány utca – Uránváros vá. – Ürögi fasor – Nendtvich Andor út – Szántó Kovács János utca – Szigeti út – Hungária utca – Rákóczi út – Alsómalom utca – Alsómalom utca – Árpád híd – Siklósi út – Maléter Pál út – Aidinger János út – Nagy Imre út – Malomvölgyi út – Malomvölgyi út vá. |
| Malomvölgyi út vá. – Malomvölgyi út – Nagy Imre út – Aidinger János út – Maléter Pál út – Siklósi út – Árpád híd – Alsómalom utca – Alsómalom utca – Rákóczi út – Hungária utca – Szigeti út – Páfrány utca – Uránváros vá. – Páfrány utca – Magyarürögi út – Fábián Béla utca – Deindol vá. | Deindol vá. – Fábián Béla utca –                                                          | Magyarürögi út – Páfrány utca – Uránváros vá. – Ürögi fasor – Nendtvich Andor út – Szántó Kovács János utca – Szigeti út – Hungária utca – Rákóczi út – Alsómalom utca – Alsómalom utca – Árpád híd – Siklósi út – Maléter Pál út – Aidinger János út – Nagy Imre út – Malomvölgyi út – Malomvölgyi út vá. |

## Megállóhelyei
| 107E (Deindol / Nagydeindol – Uránváros – Egyetemváros – Malomvölgyi út) |          |                                     |          | |                                                                              |
| Perc (↓)                                                                 | Perc (↓) | Megállóhely                         | Perc (↑) | Megállóhelyet érintő járatok | Létesítmények                                                                |
| 0                                                                        | ∫        | Nagydeindol végállomás              | ∫        | 22, 23Y, 107E |                                                                              |
| ∫                                                                        | 0        | Deindol végállomás                  | 39       | 23, 23Y, 107E |                                                                              |
| 1                                                                        | ∫        | Márialak                            | ∫        | 22, 23Y, 107E |                                                                              |
| 2                                                                        | 1        | Istenkút                            | 38       | 22, 23, 23Y, 107E |                                                                              |
| 3                                                                        | 2        | Ürög felső                          | 37       | 22, 23, 23Y, 24, 107E · Helyközi autóbuszok |                                                                              |
| ∫                                                                        | 3        | Kereszt                             | 36       | 23, 23Y, 107E |                                                                              |
| ∫                                                                        | 4        | Hűvösvölgy                          | 35       | 23, 23Y, 107E |                                                                              |
| 4                                                                        | ∫        | Égervölgy                           | ∫        | 22, 24, 107E |                                                                              |
| 5                                                                        | ∫        | Fülemüle utca                       | ∫        | 22, 24, 107E |                                                                              |
| 6                                                                        | 5        | Ürög alsó                           | 34       | 22, 23, 23Y, 24, 107E · Helyközi autóbuszok |                                                                              |
| 7                                                                        | 6        | Híd                                 | 33       | 22, 23, 23Y, 24, 107E |                                                                              |
| 8                                                                        | 7        | Pázmány Péter utca                  | 32       | 22, 23, 23Y, 24, 107E |                                                                              |
| 10                                                                       | 9        | Uránváros végállomás                | 30       | 1, 2, 2A, 2E, 4, 4Y, 21, 21A, 22, 23, 23Y, 24, 25, 25A, 26, 26A, 27, 27Y, 28, 28A, 28Y, 29, 102, 102Y, 104, 104A, 104E, 104Y, 107E, 121 · Helyközi autóbuszok                                                                                   |                                                                              |
| 11                                                                       | 10       | Nendtvich Andor út, Páfrány utca    | ∫        | 107E |                                                                              |
| 12                                                                       | 11       | Nendtvich Andor út, Ybl Miklós utca | 28       | 22, 23, 23Y, 24 |                                                                              |
| 16                                                                       | 15       | Tüzér utca, Nendtvich Andor út      | 27       | 22, 23, 23Y, 24, 107E |                                                                              |
| 17                                                                       | 16       | Egyetemváros végállomás             | 25       | 2, 2A, 2E, 25, 26, 26A, 27, 27Y, 28, 28A, 28Y, 29, 55, 102, 102Y, 107E | PTE Általános Orvostudományi Kar, Klinikák                                   |
| ∫                                                                        | ∫        | KEDPLASMA plazma központ            | 23       | 2, 2A, 2E, 25, 26, 26A, 27, 27Y, 28, 28A, 28Y, 55, 102, 102Y, 107E | KEDPLASMA plazma központ                                                     |
| 19                                                                       | 18       | Petőfi utca                         | 22       | 2, 2A, 2E, 25, 26, 26A, 27, 27Y, 28, 28A, 28Y, 29, 37, 46, 47, 55, 102, 102Y, 107E, 109E | Városi könyvtár                                                              |
| 21                                                                       | 20       | Kórház tér                          | 20       | 2, 2A, 2E, 25, 26, 26A, 27, 27Y, 28, 28A, 28Y, 29, 30, 31, 32, 32Y, 34, 34Y, 35, 35Y, 36, 37, 44, 46, 47, 102, 102Y, 103, 107E, 109E, 130 | Megyei Kórház, Jakováli Hasszán dzsámija, Hotel Pátria                       |
| 23                                                                       | 22       | Zsolnay-szobor                      | 18       | 2, 2A, 2E, 3, 3E, 6, 6E, 7, 7Y, 8, 13Y, 14, 14Y, 22, 23, 23Y, 24, 25, 26, 26A, 27, 27Y, 28, 28A, 28Y, 29, 30, 31, 32, 32Y, 34, 34Y, 35, 35Y, 36, 37, 38, 38Y, 39, 40, 44, 46, 47, 73, 73Y, 102, 102Y, 103, 107E, 109E, 130, 140                 | Postapalota, OTP, ÁNTSZ, Megyei Bíróság, Zsolnay-szobor                      |
| 25                                                                       | 24       | Árkád                               | 16       | 2, 2A, 2E, 3, 3E, 4, 4Y, 6, 6E, 7, 7Y, 8, 13, 13E, 13Y, 14, 14Y, 15, 15A, 22, 23, 23Y, 24, 25, 26, 26A, 27, 27Y, 28, 28A, 28Y, 29, 30, 33, 38, 38Y, 39, 40, 60, 60Y, 73, 73Y, 102, 102Y, 103, 104, 104A, 104E, 104Y, 107E, 109E, 130, 130A, 140 | Árkád, Kossuth tér, Konzum áruház, Anyakönyvi Önkormányzat, APEH, Skála      |
| 28                                                                       | 27       | Autóbusz-állomás                    | 12       | 3, 3E, 6, 6E, 7, 7Y, 8, 20, 21, 21A, 22, 23, 23Y, 24, 41, 41E, 41Y, 42, 42Y, 43, 60, 60A, 60Y, 73, 73Y, 103, 107E, 109E, 121, 130, 130A · Helyközi és távolsági autóbuszok                                                                      | Távolsági autóbusz-állomás, Árkád, Vásárcsarnok                              |
| 33                                                                       | 32       | Littke József utca                  | 8        | 6, 6E, 7, 7Y, 8, 73, 73Y, 107E, 109E, 121, 142 |                                                                              |
| 35                                                                       | 34       | Aidinger János út                   | 6        | 1, 7, 7Y, 22, 23, 23Y, 24, 55, 60, 60A, 60Y, 73, 73Y, 107E, 109E, 142 |                                                                              |
| 36                                                                       | 35       | Sztárai Mihály út                   | 5        | 1, 7, 7Y, 22, 23, 23Y, 24, 55, 60, 60A, 60Y, 73, 73Y, 107E, 109E, 142 | Árpád Fejedelem Gimnázium és Általános Iskola                                |
| 37                                                                       | 36       | Csontváry utca                      | 3        | 1, 3, 3E, 6, 6E, 7, 7Y, 22, 23, 23Y, 24, 55, 60, 60A, 60Y, 61, 62, 73, 73Y, 103, 107E, 109E, 121, 130, 130A, 142 | Apáczai Csere János Nevelési Központ                                         |
| 38                                                                       | 37       | Eszék utca                          | 2        | 1, 7, 7Y, 61, 73, 73Y, 107E | Simonyi Károly Szakközépiskola és Szakiskola                                 |
| 39                                                                       | 38       | Derék-réti út                       | 1        | 1, 7, 7Y, 61, 73, 73Y, 107E |                                                                              |
| 40                                                                       | 39       | Malomvölgyi út végállomás           | 0        | 1, 7, 7Y, 61, 73, 73Y, 107E | Baptista Szeretetszolgálat Szeretetotthona, kis gyaloglással: Malomvölgyi-tó |